# Brian Joseph Lenihan

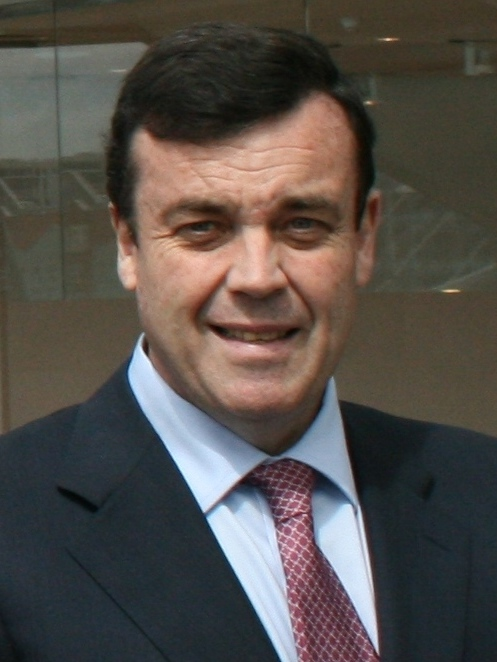
Brian Joseph Lenihan, 2010

Brian Joseph Lenihan (irisch Brian Seosamh Ó Luineacháin, * 21. Mai 1959 in Dublin; † 10. Juni 2011 ebenda) war ein irischer Politiker (Fianna Fáil) und zuletzt von 2008 bis 2011 Finanzminister seines Heimatlandes.

## Leben
Lenihan besuchte das Belvedere College und das Trinity College in Dublin. Danach studierte er an der University of Cambridge und besuchte das King’s Inns. 1984 wurde er in die Anwaltschaft aufgenommen und hielt von 1984 bis 1996 Vorlesungen in Jura am Trinity College.
Lenihan wurde erstmals im April 1996 im Wahlkreis Dublin West bei einer Nachwahl zur Neubesetzung eines vakanten Sitzes in den Dáil Éireann gewählt und rückte dabei für seinen verstorbenen Vater Brian Lenihan senior nach. Zwischen Juni 2002 und Juni 2007 war Lenihan Staatsminister im Gesundheitsministerium sowie im Justizministerium. Danach wurde er Justizminister (Minister for Justice, Equality and Law Reform) und übte dieses Amt bis zum Mai 2008 aus, als er Brian Cowen, der nun Taoiseach wurde, als Finanzminister ersetzte.
Seine Amtszeit ist geprägt von den Auswirkungen der Bankenkrise. 2010 wird das Defizit des Staates Irland wohl über 30 % der Wirtschaftsleistung betragen. Anfang Oktober 2010 musste Lenihan die geschätzten Kosten der Rettung der irischen Banken, vor allem der Anglo Irish Bank (AIB), auf 50 Milliarden Euro nach oben korrigieren. Am 19. November zeichnete sich für die Öffentlichkeit ab, dass Irland den Europäischen Stabilisierungsmechanismus, also Kredithilfen der übrigen EU-Länder und des IWF, nutzen würde.
Lenihan war bis zu seinem Tod mit der Richterin Patricia Ryan verheiratet. Das Paar hatte zwei Kinder, einen Sohn und eine Tochter. Brian Joseph Lenihan war der Enkel des Abgeordneten (Teachta Dála) Patrick Lenihan, der Sohn des ehemaligen Tánaiste und Ministers Brian Lenihan senior sowie der Bruder des Abgeordneten Conor Lenihan. Die Politikerin Mary O’Rourke war seine Tante.
Um die Jahreswende 2009/2010 wurde bei ihm Bauchspeicheldrüsenkrebs diagnostiziert. Er berichtete von einer „intensiven Chemotherapie und Radiotherapie“ im Juni 2010, als deren Folge es ihm besser gehe. Er starb jedoch am 10. Juni 2011 infolge seiner Erkrankung im Alter von 52 Jahren in seinem Haus in West-Dublin.